# (14431) 1992 DX8
(14431) 1992 DX8 est un astéroïde de la ceinture principale d'astéroïdes découvert en 1992.

## Description
(14431) 1992 DX8 a été découvert le 29 février 1992 à l'observatoire de La Silla, au Chili, par le programme Uppsala-ESO Survey of Asteroids and Comets (UESAC) .

### Caractéristiques orbitales
L'orbite de cet astéroïde est caractérisée par un demi-grand axe de 2,45 UA, un périhélie de 2,23 UA, une excentricité de 0,09 et une inclinaison de 3,30° par rapport à l'écliptique. Du fait de ces caractéristiques, à savoir un demi-grand axe compris entre 2 et 3,2 UA et un périhélie supérieur à 1,666 UA, il est classé, selon la JPL Small-Body Database, comme objet de la ceinture principale d'astéroïdes.

### Caractéristiques physiques
(14431) 1992 DX8 a une magnitude absolue (H) de 14,8 et un albédo estimé à 0,240.